# Wapen van Schiermonnikoog

Wapen van Schiermonnikoog

Het wapen van Schiermonnikoog is het wapen van de Nederlandse gemeente Schiermonnikoog. Het betreft een sprekend wapen: schier betekent grijs en oog staat voor eiland. Samen vormt Schiermonnikoog dus: Grijze monniken eiland, of eiland van de grijze monniken.
Het huidige wapen stamt uit 1954 en werd op 19 oktober dat jaar door koningin Juliana per koninklijk besluit, nr. 23 toegekend aan de gemeente.

## Geschiedenis
Wanneer Schiermonnikoog zijn eerste wapen, in de vorm van een zegel, ontving, is niet bekend. Het oudste bekende zegel dateert uit de 18e eeuw. Op dat eerste zegel staat een monnik, maar die staat op een hartschild. De rest van het wapen is horizontaal gedeeld met in het bovenste deel een paal welk vastgehouden wordt door twee leeuwen die uit de deellijn komen. In het onderste deel staat een adelaar. Dit schild had een vijfbladerige kroon. Dit wapen is het wapen van de toenmalige Heren van Schiermonnikoog. In het wapen staat de monnik symbool voor het eiland.
De Hoge Raad van Adel "bevestigde" op 25 maart 1818 de gemeente Schiermonnikoog in het gebruik van het wapen. Dit betekent dat het toen al in gebuik was. Dit wapen toonde een monnik met bruine pij in plaats van een grijze. Ook andere attributen werden veranderd: de rozenkrans werd verruild voor een lege hand en in het nieuwe wapen heeft de monnik een baard. Omdat het wapen uit 1818 foutief bleek te zijn is het in 1954 aangepast. De franciscaner monnik werd een Cisterciënzer monnik.

## Blazoenen
Doordat de gemeente in 1954 een nieuw wapen aanvroeg, zijn er twee varianten en daarmee twee beschrijvingen.

### Eerste wapen

Wapen van 1818

Het eerste wapen werd op 25 maart 1818 aan de gemeente Schiermonnikoog toegekend. De beschrijving luidde toen:
In zilver een omgewende monnik, gekleed in een pij van bruin, dragend om zijn middel een riem, waaraan een kruisje aan een ketting, de linkerhand opgeheven met omhooggerichte wijsvinger, dragende in de rechterhand een ketting, waaraan een kruisje van zilver en staande op een grond van groen. Het schild gedekt door een gouden markiezenkroon van 5 bladeren.
Het schild is van zilver met daarop een staande naar links, voor de kijker rechts, gewende monnik. Zijn pij is bruin van kleur met om zijn middel een zwarte riem. Aan deze riem hangt een zilveren kruisje. De monnik heeft zijn linkerhand opgeheven met zijn wijsvinger naar de hemel gericht. In de rechterhand houdt hij een rozenkrans vast. De monnik staat op een groene ondergrond. Het schild is gedekt door een gouden kroon bestaande uit vijf bladeren.

### Tweede wapen
De beschrijving van het tweede, tevens huidige, wapen luidt als volgt:
In zilver een omgewende monnik met tonsuur en korte bruine baard, gekleed in grijze pij met kap, dragend om het middel een lederen riem, alles van hetzelfde, geschoeid van sabel, staande op een grasgrond. De linkerhand opgeheven met omhoog gerichte wijsvinger, het schild gedekt met een gouden kroon van vijf bladeren.
Ook dit wapen vertoont een monnik, echter ditmaal staat de monnik voor een zilveren achtergrond en is hij gekleed in een grijze pij. Hij heeft hij kaal hoofd en een baard. Hij heeft geen kruis aan zijn riem hangen en ook de rozenkranss uit zijn rechterhand is verdwenen. De linkerhand is gelijk gebleven. De ondergrond is nog steeds groen en de kroon is ook ongewijzigd.